# Virus hepatitisa C
Virus hepatitisa C (VHC, angl. HCV) je virus iz rodu hepacivirusov in je povzročitelj hepatitisa C. Je majhen virus RNK, velikosti 55–65 nm, z virusno ovojnico in pozitivno usmerjeno enojnoverižno RNK iz družine flavirusov.

## Zgradba
Virus hepatitisa C vsebuje dednino v obliki RNK, obdano z ikozaedričnim beljakovinskim plaščem ter še z lipidno ovojnico. V lipidni ovojnici sta prisotni dve vrsti virusnih glikoproteinov, E1 in E2.

## Genom
Dedni zapis virusa hepatitisa C se nahaja v sredici v obliki pozitivno usmerjene enojnovijačne RNK. Genom meri 9600 nukleotidov z enim odprtim bralnim okvirjem. S prevajanjem nastane en beljakovinski produkt, ki se nato nadalje cepi na manjše aktivne beljakovine.
Na 5'- in 3'-koncu RNK se nahajata neprevajalni regiji (angl. UTR), ki se ne prevedeta v beljakovino, pomembni pa sta za proces prevajanja in podvojevanja virusne RNK. 5'-UTR ima vezavno mesto za ribosom (IRES – angl. internal ribosome entry site = notranje ribosomsko vezavno mesto), kjer se začne prevajanje zelo dolge beljakovine, ki vsebuje okoli 3000 aminokislin. Ta dolgi preprotein se nato s celičnimi in virusnimi proteazami razcepi na 10 manjših beljakovin, ki omogočajo virusno podvojevanje v gostiteljevi celici in združevanje virusnih komponent v zrele virusne delce.
Strukturne beljakovine, ki jih proizvaja virus hepatitisa C, so: protein sredice (angl. core protein), E1 in E2; nestrukturne pa NS1, NS2, NS3, NS4A, NS4B, NS5A in NS5B. 

## Podvojevanje
Podvojevanje virusa hepatitisa C poteka v več korakih. Poteka zlasti v hepatocitih, kjer po ocenah vsaka okužena celica dnevno proizvede 50 virionov (virusnih delcev), kar izračunano pomeni skupno bilijon nastalih virionov. Razmnožuje se lahko tudi v enojedrnih celicah v periferni krvi, kar naj bi povzročalo številne imunološke motnje pri kronično okuženih bolnikih. Virus ima številne genotipe ter naglo mutira zaradi pogostih napak pri delovanju virusne od RNK odvisne RNK-polimeraze. Mutacije povzročajo hiter nastanek številnih virusnih variant, ki jih nekateri imenujejo virusne kvazivrste. Vstop v celico poteka preko zapletenih interakcij virusa z molekulami na površini gostiteljeve celice (CD81, receptor LDL, SR-BI, DC-SIGN, klavdin-1 in okludin).
V jetrni celici se VHC posluži znotrajceličnega ustroja gostiteljeve celice za pomoč pri lastnem podvojevanju. S prevajanjem virusnega genoma nastane samo ena vrsta virusne beljakovine, ki meri okoli 3011 aminokislin. Nastali poliprotein se z virusnimi in celičnimi proteazami proteolitično cepi in s tem nastanejo 3 strukturne in 7 nestrukturnih beljakovin. Premik bralnega okvirja v core regiji lahko povzroči nastanek proteina ARFP.
Virus hepatitisa C zapisuje 2 proteazi, cisteinsko avtoproteazo NS2 in serinsko proteazo NS3-4A. Beljakovine NS omogočijo vključitev virusnega genoma v replikacijski kompleks. Podvojevanje RNK poteka s pomočjo od RNK odvisne RNK-polimeraze NS5B, ki povzroči sintezo negativno usmerjene RNK. Le-ta nato služi kot matrica za nastanek nove kopije pozitivno usmerjene virusne RNK. Nastale kopije genoma se lahko prevajajo, nadalje podvajajo ali zapakirajo v nove virusne delce. Na novo nastali virusni delci zapustijo celico.

## Genotipi
Na osnovi genetskih razlik med izolati virusa hepatitisa C se le-ta razvršča v sedem genotipov (1–7) s številnimi podtipi znotraj posameznega genotipa (podtipe označujejo s podpisanimi črkami). Podtipe nadalje razvrščajo v kvazivrste na osnovi njihove genetske raznolikosti. Porazdelitev genotipov se po svetu geografsko razlikuje. Na primer, v Severni Ameriki prevladuje genotip 1a, sledijo mu 1b, 2a, 2b in 3a. V Evropi je prevladujoč genotip 1b, sledijo mu 2a, 2b, 2c in 3a. Genotipa 4 in 5 se nahajata korajda izključno le v Afriki. Genotipi so klinično pomembni in napovedujejo potencialni odziv na zdravljenje z interferonom ter potrebno trajanje zdravljenja. Genotipa 1 in 4 se slabše odzivata na zdravljenje z interferonom kot pa genotipi 2, 3, 5 in 6.
Okužba z enim genotipom virusa ne zagotavlja imunosti proti drugim genotipom, možna pa je hkratna okužba z dvema različnima genotipoma. V večini takih primerov eden od genotipskih sevov izloči drugega iz gostitelja v kratkem časovnem obdobju. To odpira možnost izpodrivanja na zdravljenje neodzivnih sevov s sevi, ki so na zdravljenje bolje odzivni.
Genotip 6 je najpogostejši genotip v Aziji in predstavlja okoli 1/3 vseh primerov okužbe.

## Cepivo
Za razliko od hepatitisa A in B trenutno cepivo proti okužbi s hepatitisom C ni na voljo.